# Cramme
Cramme là một đô thị ở huyện Wolfenbüttel, trong bang Niedersachsen, nước Đức. Đô thị Cramme có diện tích 12,45 km².